# Уорд, Дэвид
Дэвид Шед-Уорд (англ. David Schad Ward, род. 25 октября 1945 года в Провиденсе, штат Род-Айленд, США), также пользовался псевдонимом Хоакин Монтана — американский кинематографист (сценарист, режиссёр и кинопедагог). Лауреат премии «Оскар» в категории «лучший оригинальный сценарий» за фильм «Афера» (1973).

## Биография и карьера
Родился в Провиденсе, штат Род-Айленд, 25 октября 1945 года (по другим данным — 24 октября 1947 года) в семье Роберта Макколлума Уорда и его жены Мириам Уорд (урождённой Шед). Учился в университетах Калифорнии, получив степень бакалавра искусств (BA) в Помонском колледже, а позднее степень магистра изящных искусств (MFA) от Университета Южной Калифорнии и факультета кинематографии Калифорнийского университета в Лос-Анджелесе. После получения высшего образования устроился работать на студию фильмов для образовательной сферы.
Известность приходит к Уорду после написания сценария к фильму «Афера» (1973), удостоенному 7 призов Американской киноакадемии, включая «Оскар» за лучший оригинальный сценарий, а также отмечен другими киноинституциями, включая номинации за лучший оригинальный сценарий «Золотого глобуса» и премии Гильдии сценаристов Америки.
Карьера Уорда в художественном кино получает дальнейшее развитие в начале 1980-х годов. Он терпит несколько неудач с реализацией своих сценариев, включая проект вестерна (наткнувшийся на общеголливудский отказ от жанра после провала «Врат рая» Майкла Чимино) и сценарий спортивной комедии, воплощенный позднее в фильме «Высшая лига». Ему, однако, более везёт с сиквелом своего предыдущего фильма «Афера 2», заработавшим в прокате около 6,4 млн долларов. В эти же годы Уорд впервые пробует свои силы в качестве режиссёра, сняв фильм «Консервный ряд» по одноимённому роману Стейнбека, также оказавшийся относительно коммерчески успешным и заработавший около 5,3 млн долларов.
В 1986 году Роберт Редфорд, уже снимавшийся со сценарием Уорда в «Афере», приглашает его в свой новый проект, завершившийся через два года успешным фильмом «Война на бобовом поле Милагро». Успех картины позволил Дэвиду Уорду наконец запустить в производство сценарий бейсбольной комедии, который он предлагал продюсерам с 1982 года, и снять фильм «Высшая лига», собравший значительную кассу (порядка 50 млн при бюджете около 11 млн долларов), получивший одобрение аудитории и большинства критиков и отмеченный даже зарубежными киноинституциями, получив номинацию в категории «Лучший иностранный фильм» кинопремии Японской академии. Впоследствии он снимает или участвует в съёмке ещё ряда картин, со смешанным успехом, включая как провальный «Убрать перископ», так и получивший разнос у критиков, но успешный у аудитории фильм «Король Ральф», и снятую Норой Эфрон ленту «Неспящие в Сиэтле» (1993), принесшую им обоим номинации за лучший оригинальный сценарий «Оскара», премий BAFTA и Гильдии сценаристов Америки.
С конца 1990 годов Дэвид Уорд большей частью отходит от большого кино, но остается в профессии, преподавая режиссуру и сценарное дело в Чепменском университете (Калифорния), также активно работая в качестве штатного кинематографиста университета.

### Семейная жизнь
В 1971—1979 годах кинематографист был женат на Кристине Этвуд, в браке родился сын Хоакин. Второй его супругой была актриса Розанна де Сото, мать его дочери Сильваны Бонифации Сото-Уорд (в замужестве Сильвана Уорд-Дарретт). В настоящее время Уорд состоит в третьем браке с Марией-Луизой Уайт.

## Фильмография
| Год  |   | Русское название                            | Оригинальное название            | Роль                          |
| ---- | - | ------------------------------------------- | -------------------------------- | ----------------------------- |
| 1973 | ф | Лихая парочка / Стильярд-блюз               | Steelyard Blues                  | сценарист                     |
| 1973 | ф | Афера                                       | The Sting                        | сценарист                     |
| 1982 | ф | Консервный ряд                              | Cannery Row                      | режиссёр, сценарист           |
| 1983 | ф | Афера 2                                     | The Sting II                     | сценарист                     |
| 1986 | ф | Спасительная милость                        | Saving Grace                     | сценарист                     |
| 1988 | ф | Война на бобовом поле Милагро               | The Milagro Beanfield War        | сценарист                     |
| 1989 | ф | Высшая лига                                 | Major League                     | режиссёр, сценарист           |
| 1991 | ф | Король Ральф                                | King Ralph                       | режиссёр, сценарист           |
| 1993 | ф | Неспящие в Сиэтле                           | Sleepless in Seattle             | сценарист                     |
| 1993 | ф | Программа                                   | The Program                      | режиссёр, сценарист           |
| 1994 | ф | Высшая лига 2                               | Major League II                  | режиссёр, продюсер, сценарист |
| 1996 | ф | Убрать перископ                             | Down Periscope                   | режиссёр                      |
| 1998 | ф | Маска Зорро                                 | The Mask of Zorro                | сценарист (нет в титрах)      |
| 1998 | ф | Высшая Лига 3 / Высшая Лига: Назад в Низшую | Major League: Back to the Minors | сценарист                     |
| 2006 | ф | Эскадрилья «Лафайет»                        | Flyboys                          | сценарист                     |
| 2007 | ф | Люцифер                                     | Lucifer                          | сценарист                     |
| 2012 | ф | Кровавая работа                             | Bloodwork                        | продюсер                      |

## Номинации и премии
Премия Американской киноакадемии («Оскар») за лучший оригинальный сценарий
- 1974 — премия, за фильм «Афера» (1973)[1]
- 1994 — номинация, за фильм «Неспящие в Сиэтле» (1993; совместно с Норой Эфрон и Джеффом Арчем)[1]

Премия Гильдии сценаристов США за лучший оригинальный сценарий
- 1974 — номинация, за фильм «Афера»[3]
- 1994 — номинация, за фильм «Неспящие в Сиэтле»[3]

Помимо этого, сценарий фильма «Афера» был избран гильдией в опубликованный в 2006 году список «101 величайший сценарий».
Премия «Золотой глобус» за лучший сценарий
- 1974 — номинация, за фильм «Афера» (оригинальный сценарий)[3]

Премия Эдгара Аллана По
- 1974 — номинация в категории «Лучший фильм», за фильм «Афера»[3]

Премия BAFTA за лучший оригинальный сценарий
- 1994 — номинация, за фильм «Неспящие в Сиэтле»[12]

Кинофестиваль в Финиксе
- 2006 — Tribute Award[13]